# Криптор
Криптор (від англ. Cryptor — шифрувальник) — назва ряду програм для криптозахисту виконуваних файлів. Використовуються переважно вірусописцями й хакерами для маскування шкідливого програмного забезпечення.
Криптор забезпечує захист шкідливого програмного кода від розповсюджених антивірусних методів пошуку за сигнатурами. Існують звичайні й поліморфні криптори. 

## Принцип дії
За допомогою криптора шифрується початковий програмний файл й додається підпрограма розшифровки (декриптор), яка першою отримує керування, розшифровує оригінальний файл й передає йому керування. Найпростіший приклад — розповсюдження троянів у запаролених архівах, через що антивірусна програма не в змозі їх виявити.

## Недоліки
Через недолугість вірусних аналітиків, які додають до антивірусних баз сигнатури коду декриптора, який не робить жодних шкідливих дій, а лише розшифровує ввірений йому код, звичайна програма, зашифрована розповсюдженим криптором, визначається антивірусом як шкідлива.